# Политическая система США

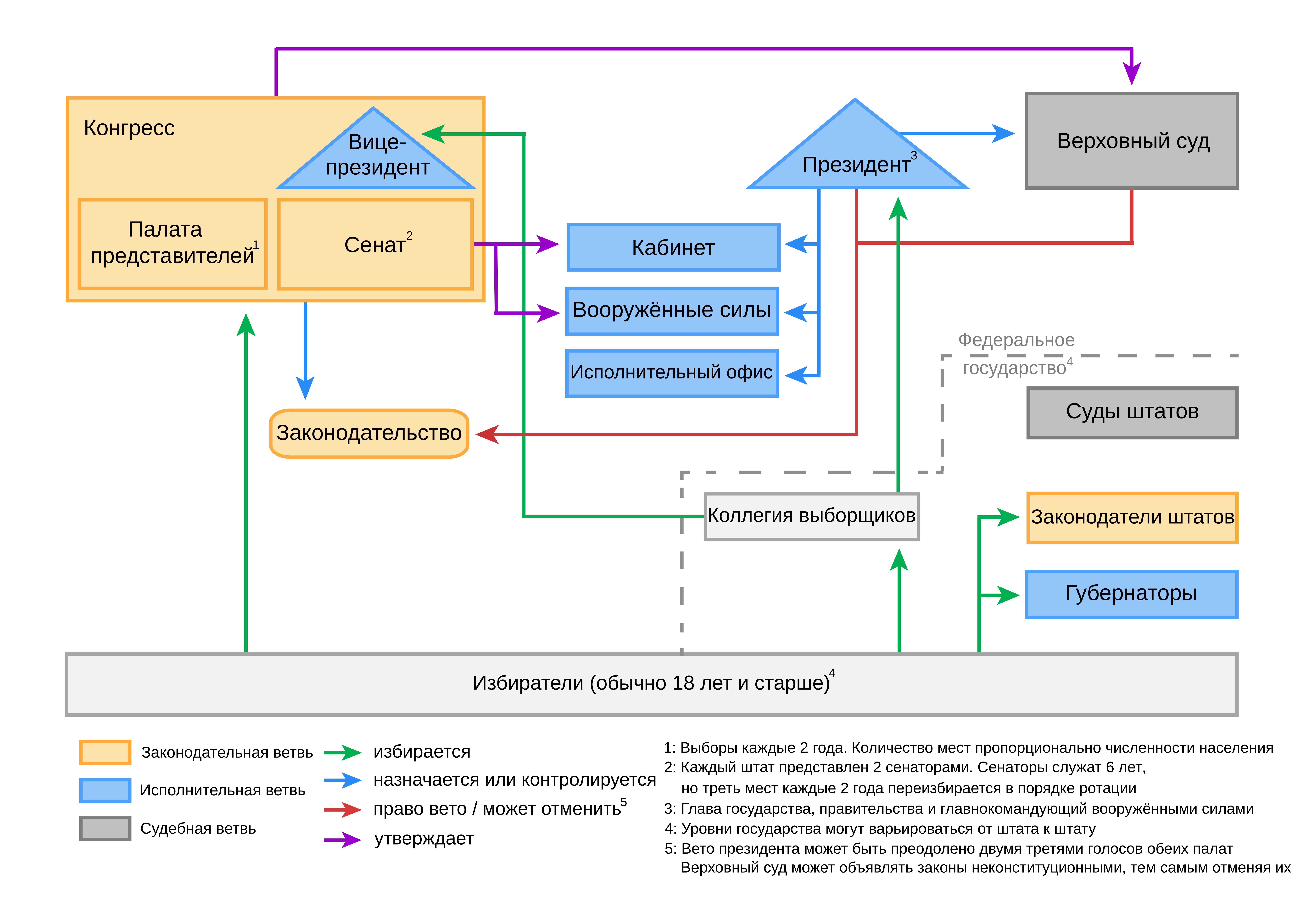
Политическая система США

Соединённые Штаты Америки — федеративная президентская республика, состоящая из 50 государств (штатов) и федерального округа Колумбия. 
Столица федеративной республики — город Вашингтон.

## Конституция США
Политическая система США определена в 1787 году Конституцией США, а также поправками к Конституции и другими законами. В Конституции США заложен принцип разделения властей, по которому Федеральное правительство состоит из законодательных, исполнительных и судебных органов, действующих отдельно друг от друга. На данный момент Конституция состоит из преамбулы, в которой выделены 85 основных целей принятия Конституции, 7 статей и 27 поправок (первые 10 из которых формируют Билль о правах) .

## Законодательная ветвь власти
Высший орган законодательной власти — двухпалатный парламент — Конгресс США: Палата представителей США и Сенат США.
Каждый штат имеет двух представителей в Сенате (сенаторов). Количество членов в Палате представителей от каждого штата определяется каждые 10 лет в зависимости от численности населения штата (чем больше население в сравнении с другими штатами — тем больше представителей). Каждый штат имеет хотя бы одного представителя, независимо от численности населения.
Сенаторы избираются на шестилетний срок, представители — на двухлетний. И сенаторы, и представители могут переизбираться неограниченное количество раз.

## Судебная ветвь власти
Высшей судебной инстанцией США является Верховный суд. Теоретически, его компетенция строго ограничена Конституцией США (Статья III, секция 2). Так, в компетенцию верховного суда входят дела, возникающие на основе Конституции, законов, принятых Конгрессом Соединённых Штатов и международных договоров. Суд также может рассматривать дела, касающиеся послов, адмиралтейства и морской юрисдикции. Дополнительно суд может рассматривать дела, в которых одной из сторон являются Соединённые Штаты; дела между двумя или более штатами; дела между каким-либо штатом и гражданами другого штата, между гражданами различных штатов и стран. Фактически, Верховный суд обладает огромной властью, так как его решения могут официально признать недействительными любые законы и указы президента и могут быть пересмотрены только принятием поправки к конституции. Кроме того, члены суда избираются пожизненно (за исключением крайне редких случаев импичмента) и практически не могут быть подвержены политическому давлению со стороны президента, конгресса или избирателей. В суде 9 членов, председатель его — главный судья Верховного суда США — обладает небольшими дополнительными полномочиями. Члены суда (а также кандидат на должность главного судьи, даже если он уже член суда) номинируются президентом и утверждаются сенатом.
Как правило, сенат признаёт право президента номинировать судью тех же взглядов, что и сам президент, даже если сенат контролируется оппозицией. Однако в этом случае кандидат должен придерживаться в основном центристских взглядов, по крайней мере публично. Это право президента является одним из основных аргументов, которые избиратели называют как причину того, что они голосовали за лично неприятного им (но идеологически правильного) кандидата в президенты.
Власть верховного суда ограничена тем, что в большинстве случаев суд может рассматривать только апелляции к судебным искам. Это означает, в частности, что для того, чтобы Верховный суд признал закон неконституционным, кто-либо, чьи права ущемлены данным законом, должен подать в суд на федеральное правительство и иск должен пройти все необходимые инстанции.

## Исполнительная ветвь власти
Президент США — глава государства, правительства, главнокомандующий вооружёнными силами.
Президент США избирается на четырёхлетний срок, причём может быть избран на этот пост не более чем два раза, а также не более одного раза для тех, кто в течение двух или более лет действовал в качестве президента США вместо другого избранного президента (согласно 22-й поправке к Конституции США, принятой в 1951 году).
Президент и вице-президент избираются посредством непрямых (двухступенчатых) выборов с помощью коллегии выборщиков.
Глава государства формирует консультативный и исполнительный орган 
— Администрацию президента. 

### Президенты США
В январе 2025 года президент Дональд Трамп стал 47 президентом США после президентских выборов 2024 года.
Полномочия президента США:
- верховный главнокомандующий вооружёнными силами США,
- верховный представитель страны на международной арене,
- назначение федеральных судей, включая членов Верховного суда, послов, и высших должностных лиц аппарата исполнительной власти
- созыв чрезвычайных сессий конгресса,
- помилование лиц, осуждённых по федеральным законам,
- чрезвычайные полномочия в кризисных внутренних и внешних ситуациях,
- формирование законодательной программы администрации (послания конгрессу),
- представление бюджета конгрессу,
- издание президентских приказов, имеющих силу закона и т. д.

### Предварительные выборы (Праймериз)
Праймериз — процедура предварительных выборов для претендентов на выборные должности в сфере законодательной и исполнительной власти США.
В США организацией предвыборной борьбы занимаются партии. Они обладают опытом, аппаратом, финансами, связями и всем необходимым для продвижения своих кандидатов. Поэтому, для того, чтобы иметь реальные шансы выиграть выборы, кандидат как правило должен быть поддержан одной из двух основных партий. Иногда успеха добиваются и независимые кандидаты, но это происходит редко. За поддержку партий, особенно таких влиятельных, как республиканская и демократическая, при выдвижении на выборные посты обычно борются несколько претендентов. Для их демократического выбора были созданы праймериз.
По сравнению с Европой и некоторыми другими странами идеологическая составляющая партий выражена гораздо слабее.
Вместе с тем, для некоторых групп избирателей личная кандидатура кандидата не играет большой роли — в первую очередь важна партия, к которой он принадлежит. В штатах, где традиционно доминирует одна партия, кандидат, победивший на первичных выборах этой партии, практически гарантированно побеждает и на основных выборах, и именно на праймериз в этих штатах развертывается серьёзная борьба между основными кандидатами.
Первым штатом, принявшим закон о праймериз, стал Висконсин (1903). До того, как система праймериз утвердилась в стране, кандидаты отбирались на партийных съездах.
Праймериз, фактически, возникли как реакция избирателей на попытки партийных руководителей вывести процесс выдвижения кандидатов из-под контроля рядовых членов партий.
К 1927 году уже все штаты приняли законы об обязательном проведении таких выборов. Праймериз используются для отбора кандидатов на местных выборах, а также для выдвижения кандидатов в Сенат и Палату представителей Конгресса США и Конгрессов штатов.
Законы штатов определяют, имеют ли право участвовать в праймериз только зарегистрированные члены партии (закрытые праймериз) или все избиратели (открытые праймериз).
Выдвижение кандидатов в президенты проводится на партийных съездах, но с 1968 года съезды не избирают, а фактически лишь утверждают кандидатуру лидера, которого поддержало большинство членов партии на праймериз.

## Штаты

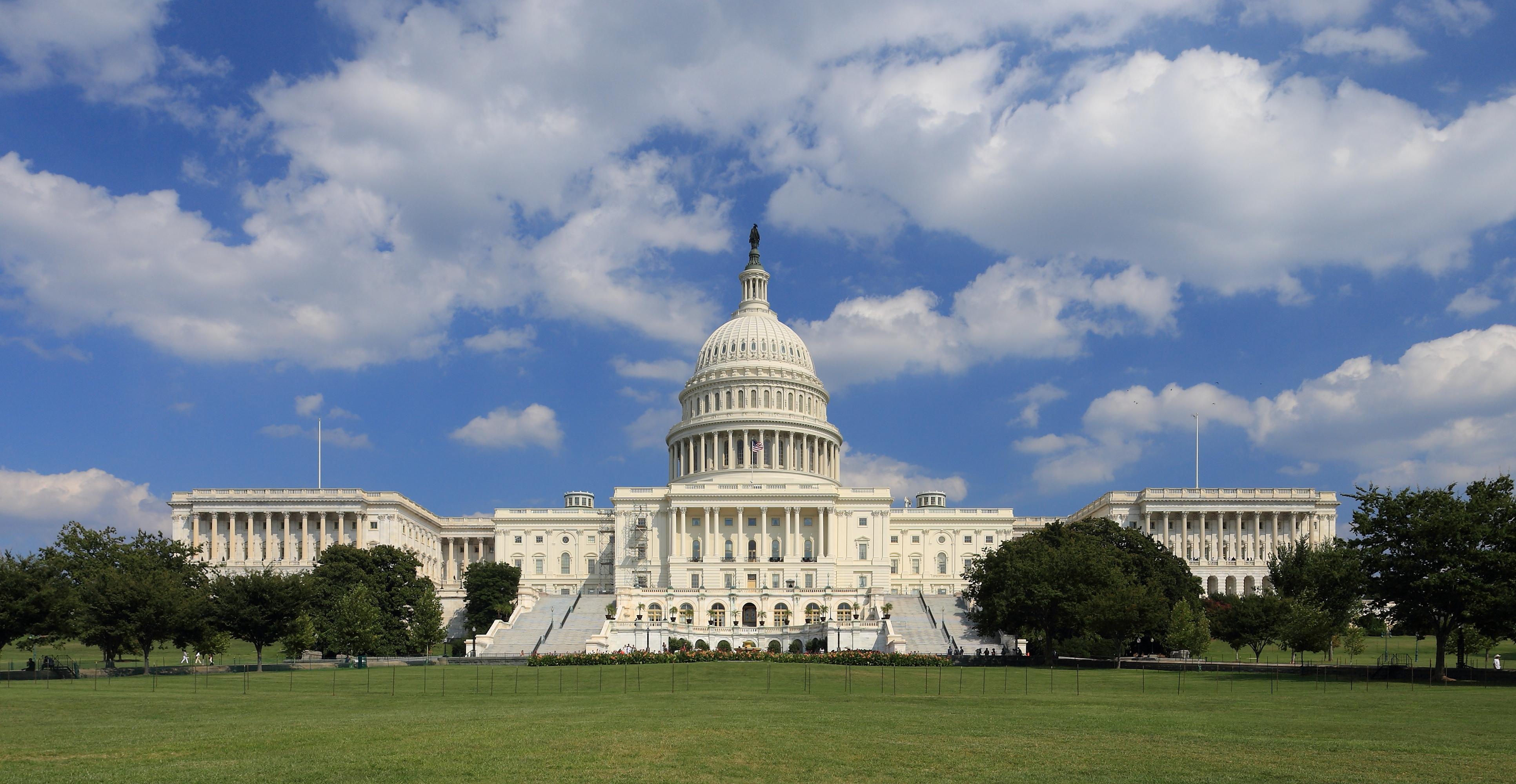
Американский Капитолий

На данный момент в составе США насчитывается 50 штатов, последние два из которых были приняты в состав этой страны в 1959 году (Аляска и Гавайи).
Каждый штат имеет свою Конституцию, Законодательное собрание, губернатора, верховный суд и столицу. Административное деление штатов прописано в их конституциях. Так же как и Конгресс, законодательные собрания штатов являются двухпалатными (кроме Небраски), и, в большинстве штатов, созданы по образцу Конгресса США. Также по образцу федерального конгресса, нижняя палата обычно называется палатой представителей, а верхняя сенатом. В ряде штатов нижние палаты именуются также генеральными ассамблеями либо палатами делегатов.
Как правило, законодательное собрание штата избирается на двухлетний срок; конкретная его продолжительность и численность палат сильно разнятся от штата к штату.
Порядок формирования ветвей власти в штатах во многом аналогичен федеральному, за исключением судебной власти. В 8 штатах верховные судьи назначаются губернатором, в 4 — избираются законодательным собранием штата.
Вместе с тем в 16 штатах верховные судьи не назначаются, а избираются на длительный срок на беспартийных выборах, в 7 — на партийных выборах. Кроме того, 15 штатов следуют «плану Миссури» (en:Missouri Plan), в соответствии с которым кандидатуры верховных судей составляются особой комиссией, и утверждаются губернатором. Эта комиссия состоит частично из профессиональных юристов, членов коллегии адвокатов, частично из граждан, отобранных губернатором. В 3 штатах «план Миссури» модифицирован.
Конкретная продолжительность срока и количество верховных судей меняется от штата к штату в соответствии с местной конституцией.
Во главе каждого штата стоит губернатор, избираемый населением штата. В большинстве штатов губернатор может избираться не более чем на два четырёхлетних срока (количество сроков не ограничивается в штатах Коннектикут, Айдахо, Иллинойс, Айова, Массачусетс, Миннесота, Нью-Гэмпшир, Нью-Йорк, Северная Дакота, Техас, Юта, Вермонт, Вашингтон и Висконсин).
Параллельно избирается вице-губернатор (lieutenant governor), который может принадлежать к другой политической партии. В штатах Аризона, Мэн, Нью-Гэмпшир, Орегон, Теннесси, Западная Виргиния и Вайоминг местные конституции должностей вице-губернатора не предусматривают, и соответствующие функции возлагаются на президента сената штата. Кроме того, в штатах Теннесси и Западная Виргиния вице-губернаторы выбираются сенатом штата.
Основа построения государственной системы в США заключается в том, что она строится от штатов к федерации, а не наоборот, и каждый штат обладает полным суверенитетом на своей территории, за исключением того, что было передано федеральному правительству. Поэтому штаты принимают свои законы и имеют свои налоги, а конституции многих штатов гораздо длиннее и подробнее, чем Конституция США. Однако Конституция и законы штатов не должны противоречить Конституции США.
Таким образом, законодательство США имеет два основных уровня: уровень штата и федеральный. Согласно статистике, ежегодно в судах штатов рассматривается до 27.5 млн дел, тогда как в федеральных судах — только 280 тыс. Общее количество уровней судебной власти отличается от штата к штату. В частности, штат Техас насчитывает 5 уровней судов (мировые судьи, муниципальные суды, суды графств, суды округов и апелляционные суды), причём штат имеет одновременно две высшие апелляционные инстанции — верховный суд штата Техас и суд по уголовным апелляциям штата Техас.
В некоторых штатах проводятся референдумы.
В Луизиане действует романо-германское право, в то время как в остальных штатах английское (Общее право).
К компетенции штатов относится все, кроме того, что было передано в ведение федерального правительства. В ведении штатов находятся такие области как образование, в том числе финансирование государственных школ и вузов и управление ими, строительство транспортной инфраструктуры, выдача лицензий предпринимателям и специалистам, обеспечение общественного порядка и уголовного правосудия, выдача водительских прав и разрешений на заключение брака, надзор над финансируемыми государством больницами и домами престарелых, управление парками, надзор над выборами (включая федеральные выборы), руководство национальной гвардией штата. В большинстве штатов бюджеты обязаны быть сбалансированными, за исключением особых ситуаций, перечисленных в Конституции штата.
Наиболее типичными административными единицами штатов являются округа и города. Эти районы также имеют свои уставы, законодательные, судебные и исполнительные органы власти, которые формируются через выборы. Хотя каждый из органов самоуправления относительно невелик по размеру, их суммарное количество таково, что из полумиллиона выборных должностных лиц в США менее 8,500 относятся к федеральному и региональному уровню. Остальные работают в местных органах самоуправления. Во многих округах шериф, прокурор, судья, мировой судья, коронер, глава налоговой службы и ревизор являются выборными должностями. В городах избираются муниципальные советы и мэры, в некоторых городах — также начальники полиции. В некоторых округах и городах высшие полномочия исполнительной власти сосредоточены в руках профессионального управляющего, которого назначают (то есть, нанимают) представительные органы самоуправления.
Наряду с округами и городами существуют специальные территориально-административные единицы штатов, которые отвечают за водообеспечение, экономию воды и природных ресурсов, пожарную безопасность, помощь при чрезвычайных ситуациях, транспорт и которые финансируются за счёт отдельных налогов. Их руководство в одних случаях избирается, в других назначается властями штата. Управление государственными школами осуществляют советы по образованию соответствующего школьного округа, которые состоят либо из выборных лиц, либо из опекунов.
В 33 из 50 штатов столица находится не в самом населённом городе. Так, столица штата Калифорния находится не в Лос-Анджелесе, а в Сакраменто, а столица штата Нью-Йорк — в городе Олбани. В результате пять наиболее населённых городов США не являются столицами ни США, ни отдельных штатов (лишь шестой по численности населения город Финикс является наиболее крупной столицей).

## Партии
Политика США представляет собой яркий пример двухпартийной системы с середины XIX века. Несмотря на это, в истории США различаются как минимум 6 периодов, которые отличались между собой как тем, какие именно партии доминировали на выборах, так и тем, как делилась между этими партиями поддержка штатов (подробнее в статье о политических партиях).
В настоящее время в законодательной системе США и штатов доминируют Республиканская партия США, Демократическая партия США. Влияние других федеральных партий и партий на уровне штатов минимально, однако на муниципальном уровне картина может быть достаточно пёстрой, так как сторонники той или иной крупной федеральной партии могут формировать различные, иногда конкурирующие между собой муниципальные партии (организации).
Две основные партии контролируют как Конгресс Соединённых Штатов, так и Законодательные собрания всех штатов. Также демократы и республиканцы выигрывают президентские выборы и в большинстве случаев выборы губернаторов штатов и мэров городов. Третьи партии лишь время от времени добиваются небольшого представительства на уровне федерации и штатов, чаще всего не имея возможности реально влиять на политику даже на местном уровне.
Только в некоторых штатах существуют партии, пользующиеся реальным влиянием на региональную политику (например, Вермонтская прогрессивная партия), а также имеют некоторые шансы на региональном и федеральном уровнях независимые кандидаты. В нынешнем 113 Конгрессе заседают два независимых сенатора, независимых членов Палаты Представителей нет.
Третьи партии, а также независимые кандидаты, были и остаются повторяющейся характерной, но в основном маловлиятельной силой в американской выборной жизни. Практически все третьи силы федерального уровня имели тенденцию преуспевать в период всего одних выборов, а затем погибать, сходить на нет или быть поглощёнными одной из основных партий.
На президентских выборах с начала XX века маловлиятельные и в основном недолгоживущие «третьи» партии и силы лишь эпизодически добивались хотя бы относительно значительных результатов: второе место, 27 % и 88 выборщиков в 1912 (Прогрессивная партия), 19 % и 0 выборщиков в 1992 (независимый Росс Перо), 17 % и 23 выборщиков в 1924 (Прогрессивная партия), 14 % и 46 выборщиков в 1968 (Независимая партия).
Однако есть свидетельства того, что эти партии могут оказывать серьёзное воздействие на результаты выборов. Так, например, выдвижение в 1912 году Теодора Рузвельта кандидатом от третьей партии (Прогрессивная партия) в период раскола в Республиканской партии отняло голоса у республиканцев и тем самым позволило демократу Вудро Вильсону быть избранным, хотя он и не набрал большинства голосов избирателей. А на выборах 1992 года так же не набравший большинства голосов демократ Билл Клинтон опередил республиканского конкурента во многом благодаря наличию сильного третьего независимого кандидата Росса Перо.
1910-е годы были временами конца т. н. «Четвёртой партийной системы» и «Прогрессивной эры» (англ. Progressive Era) и отличались высокой социальной активностью, а также их можно назвать кризисом двухпартийной системы США. «Кризис двухпартийной системы выразился в том, что кандидат третьей, прогрессивной партии Теодор Рузвельт получил на выборах больше голосов, чем одна из партий двухпартийной системы (республиканская), крайне редкий в американской политической практике случай». Но уже очень скоро оказавшаяся на выборах 1912 года второй (27 % против 42 % и 23 %) Прогрессивная партия вновь вошла в состав Республиканской.
Также начало XX века дало шанс стать реальной третьей силой в партийной системе США социалистической партии. На тех же выборах 1912 года, а также на выборах 1920 годах Социалистическая партия, включившая в предвыборную программу наиболее широкий спектр демократических требований, добилась своего крупнейшего успеха: за неё голосовало около 1 млн избирателей. Однако партия раскололась во время Первой мировой войны.
Начиная с 90-х годов XX века, опросы общественного мнения постоянно показывали высокий уровень поддержки со стороны населения концепции третьей партии, но не какой-либо одной из существующих третьих партий. На президентских выборах 1992 года олицетворявший идею третьей силы, независимый кандидат Росс Перо получил наивысший после 1912 года результат (около 19 % голосов). В период подготовки к выборам 2000 года, по данным одного из опросов, 67 % американцев выступали за наличие какой-либо сильной третьей партии, которая выдвигала бы своих кандидатов в президенты и на выборные должности в Конгрессе и штатах с целью соперничества с кандидатами Республиканской и Демократической партий.
Несмотря на различные проявления потенциальной поддержки третьей партии, есть серьёзные препятствия на пути избрания президентом кандидата от третьей партии. Помимо уже отмеченных самым значительным препятствием является опасение избирателей по поводу того, что они напрасно потеряют свои голоса. Как показывает практика, избиратели прибегают к стратегическому голосованию, меняя своё первоначальное решение и отдавая свои голоса тем, кому бы им хотелось отдать их, когда понимают, что у кандидата от третьей партии нет шансов на победу. Существует и такое явление, как голосование за кандидатов третьих партий в качестве протеста.
Кроме того, в случае победы на президентских выборах кандидаты третьих партий и независимые кандидаты столкнулись бы потом с обескураживающей их проблемой. Ею, конечно, является проблема управления — кадрового обеспечения администрации, а затем работы с Конгрессом, где господствующее положение занимают республиканцы и демократы, у которых были бы лишь ограниченные стимулы сотрудничать с президентом, представляющим не основную партию.

## Лоббизм
В США большое значение имеет лоббизм, то есть продвижение тех или иных проектов законов специальными лоббистскими организациями, которые легальны в большинстве штатов и на федеральном уровне. Лоббизм регулируется рядом законов (как федеральных, так и на уровне штатов), а все лоббисты, действующие на федеральном уровне (а также в ряде штатов), должны зарегистрироваться и подавать отчёты. Лобби условно можно разделить на профессиональные и этнические. Последние (армянское, греческое и другие) оказывают заметное влияние на внешнюю политику США, как правило продвигая те законы, которые выгодны их исторической родине. Например, армянское лобби смогло добиться принятия направленной против Азербайджана Поправки 907. Хотя имеют место и исключения. Например, кубинское лобби проводит политику против правящего Кубой режима и поддерживает антикубинские санкции. О значении лоббистских фирм говорит тот факт, что платными услугами этих организаций для продвижения тех или иных решений американских властей пользовались даже власти других стран — Китая, Эстонии, Грузии и других. Выручка лоббистских фирм огромна и исчисляется миллиардами долларов в год. В США отношение к лоббистам неоднозначное. Их деятельность востребована, но находится под сильным контролем (как государственным, так и общественным).